# Waipapa Point
Der Waipapa Point ist ein Kap im Southland District der Region Southland auf der Südinsel von Neuseeland.

## Geographie
Der Waipapa Point befindet sich rund 45 km südöstlich von Invercargill und rund 62 km südlich von Gore, am östlichen Ende der Toetoes Bay.
Zu erreichen ist das Kap von der kleinen Siedlung Otara über die Waipapa Otara Road und die anschließende Waipapa Lighthouse Road.

## Geschichte
Am 29. April 1881 lief der Passagierdampfer Tararua auf das gut 2 km ins Meer reichenden Otara Reef vor der Küste des Waipapa Point auf Grund und sank. 131 Passagiere kamen bei dem Unglück, das als das schwerste Unglück der zivilen Seeschifffahrt Neuseeland gilt, ums Leben. Viele der Opfer wurden 1,5 km östlich des Standortes des heutigen Leuchtturms beerdigt. Der Ort ist als Tararua Acre bekannt.
In Folge dieses Unglücks wurde 1884 das Waipapa Point Lighthouse auf dem Kap errichtet. Der Leuchtturm, der als einer der letzten hölzernen noch in Betrieb befindlichen Leuchttürme Neuseelands gilt, wurde 1975 automatisiert und 1988 auf Solarenergie umgestellt.